# Wolfgang Jeschke

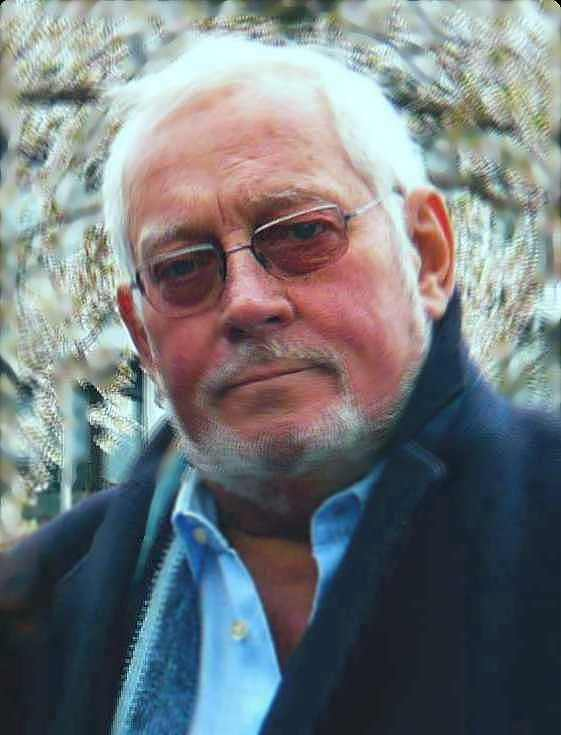
Wolfgang Jeschke (2008)

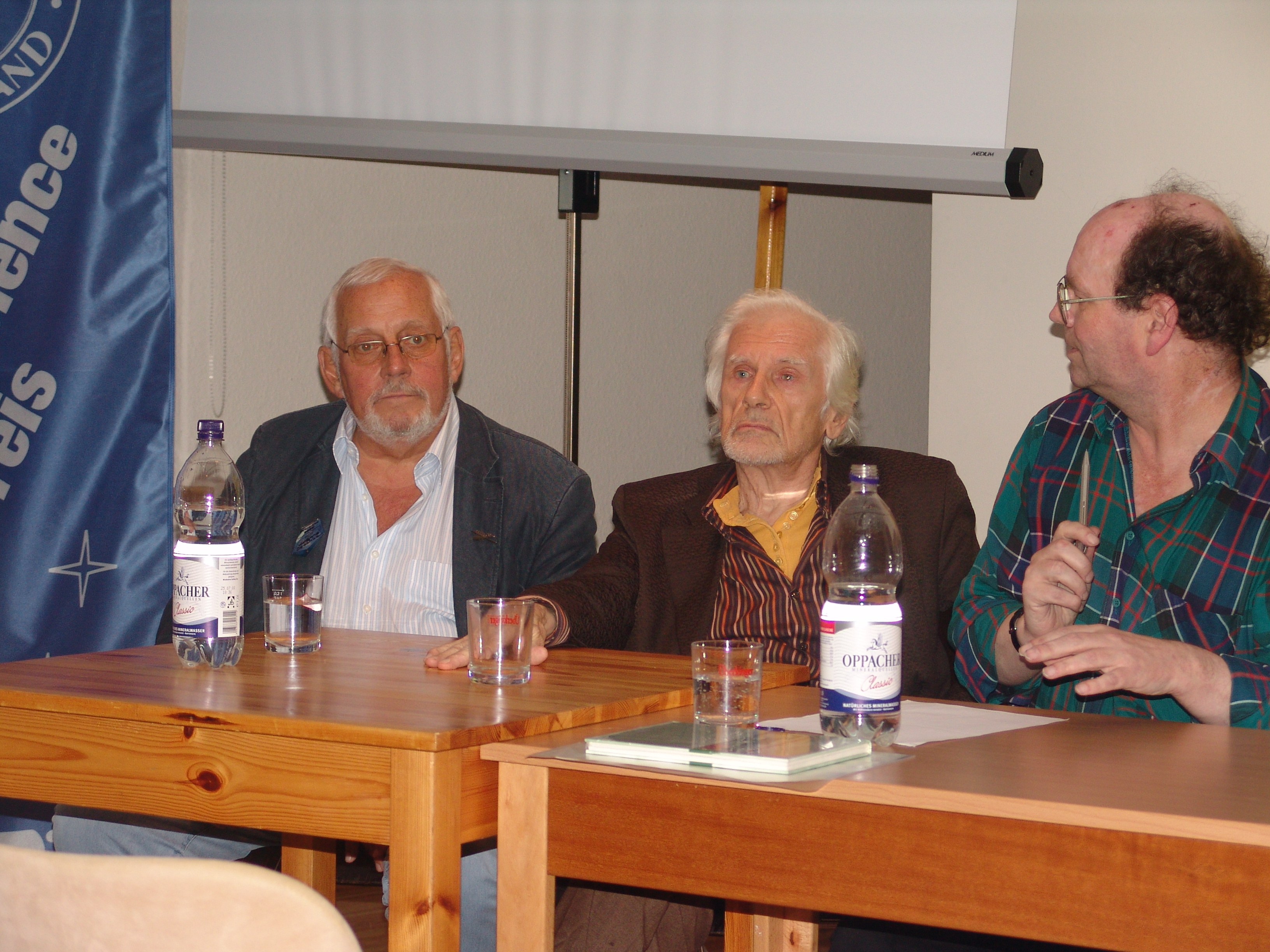
Wolfgang Jeschke, Herbert W. Franke und Erik Simon auf der Penta-Con 2007

Wolfgang Jeschke (* 19. November 1936 in Tetschen, Tschechoslowakei; † 10. Juni 2015 in München) war ein deutscher Schriftsteller, Verlagslektor und Herausgeber etwa von Buchreihen im Heyne Verlag aus dem Bereich der Science-Fiction-Literatur. Neben zahlreichen Werken gab er über 100 für die deutsche Science-Fiction-Literatur mitbestimmende Anthologien heraus sowie die Science-Fiction-Jahrbücher, die neben literarischen Entdeckungen vor allem sekundärliterarische Beiträge wie Essays und Interviews zur Science-Fiction enthalten. Er gilt als eine der prägenden Figuren der deutschsprachigen Science-Fiction.

## Leben
Wolfgang Jeschke wurde 1936 im böhmischen Tetschen geboren und wuchs nach 1945 in Asperg bei Ludwigsburg auf. Nach der mittleren Reife absolvierte er eine Lehre als Werkzeugmacher und arbeitete im Maschinenbau. 1959 erwarb er nachträglich das Abitur und studierte anschließend Germanistik, Anglistik und Philosophie an der Ludwig-Maximilians-Universität München. Es folgte ein Buchhändlerpraktikum bei der C. H. Beck’schen Verlagsbuchhandlung. 1969 bekam Jeschke eine Anstellung als Redaktionsassistent bei „Kindlers Literatur Lexikon“, später auch als Redakteur.
Als 1970 Herbert W. Franke, ein Sachbuchautor der Verlagsgruppe, dem Haus einen Science-Fiction-Roman anbot, erinnerte man sich daran, dass Jeschke sich seit Jahren mit SF beschäftigte, und bat ihn um ein Urteil. Daraus entstand die von Jeschke herausgegebene Reihe „Science Fiction für Kenner“ im Lichtenberg Verlag, in der nicht nur Frankes Roman Zone Null erschien, sondern auch Jeschkes eigene Kurzgeschichtensammlung Der Zeiter. In der Edition wurden einige bedeutende Autoren erstmals in Deutschland in vollständigen, nicht aufs Heftchenformat heruntergekürzten Ausgaben zugänglich gemacht, wie Robert Silverberg, Thomas M. Disch und Brian W. Aldiss. Als am Jahresende 1972 die Stelle des SF-Lektors und -Herausgebers im Heyne-Verlag frei wurde, übernahm Jeschke – anfangs zusammen mit Herbert W. Franke – diese Position, zunächst als freier Mitarbeiter.
Jeschke trug ab den 1970er Jahren maßgeblich dazu bei, dass wichtige Texte der Science Fiction in Deutschland ungekürzt in deutscher Übersetzung erschienen. Er hatte großen Anteil an der Etablierung der Gattung, unter anderem auch als Herausgeber zahlreicher Anthologien.

„Er holte die Science Fiction aus dem Ghetto der »Schundliteratur«, ließ sie reifen und erwachsen werden.“

Der Erfolg der Reihe Heyne Science Fiction und Fantasy führte zu einer steigenden Zahl von Titeln, so dass Jeschke 1978 seinen Abschied bei Kindler nahm und ausschließlich Lektor bei Heyne wurde. Nach dem Weggang Frankes 1979 war er alleinverantwortlicher Redakteur für Science Fiction bei Heyne und blieb es bis 2002, als er in den Ruhestand ging. In dieser Zeit brachte er Texte weiterer Autoren nach Deutschland, wie Der stählerne Traum von Norman Spinrad, den er auch intensiv während des Rechtsstreits aufgrund der Indizierung des Romans betreute.
Bis zu seinem Tod lebte er in München und gab nach wie vor das von ihm begründete Das Science Fiction Jahr heraus, gemeinsam mit Sascha Mamczak.
Wolfgang Jeschke verstarb am 10. Juni 2015 in München. In Das Science-Fiction-Jahr 2015 wurden 35 Nachrufe auf Jeschke veröffentlicht, u. a. von Brian W. Aldiss, Andreas Brandhorst, Dietmar Dath, Andreas Eschbach, Herbert W. Franke, Werner Fuchs, David G. Hartwell, Christopher Priest, Robert Silverberg, Karlheinz Steinmüller und Norman Spinrad.

## Werk
Jeschke interessierte sich bereits seit den 1950er Jahren für Science-Fiction und gehörte zu den ersten Mitgliedern des 1955 gegründeten SFCD. Erste Kurzgeschichten erschienen in Fan-Magazinen und semiprofessionellen Publikationen, und mit Ad astra gab er, zusammen mit Peter Noga, auch ein eigenes Fanzine heraus. In den Jahren seiner Tätigkeit als Redakteur und Herausgeber kam er wenig zum Schreiben, so dass sein Werk relativ schmal blieb. Es wurde jedoch stark beachtet und etliche seiner Texte wurden ausgezeichnet. Kennzeichnend für seine SF-Texte ist die atmosphärische Dichte der geschilderten Szenarien, die psychologischen Dimensionen der Protagonisten und das Thema „Zeitreise“ in allen Variationen. Dabei verlässt er auch die Konventionen des Erzählens und montiert fiktive Dokumente zusammen (Dokumente über den Zustand des Landes vor der Verheerung) oder liefert eine Liste, die aus ebenso fiktiven geschichtlichen Ereignissen besteht (Die cusanische Acceleratio). Sein erster Roman Der letzte Tag der Schöpfung wurde mehrfach übersetzt und immer wieder nachaufgelegt; er schildert den Versuch, die Geschichte zu korrigieren, und sein grandioses Scheitern. Jeschke ist auch als Hörspielautor hervorgetreten, wobei es einige dieser Stoffe auch als Erzählungen gibt.

## Veröffentlichungen

### Romane
- 1981: Der letzte Tag der Schöpfung. Heyne, München, ISBN 3-453-52121-8, Taschenbuchausgabe 1985 mit einem Vorwort von Brian W. Aldiss, ISBN 3-453-31134-5.
- 1989: Midas oder Die Auferstehung des Fleisches. Heyne, München, ISBN 3-453-06228-0.
- 1997: Meamones Auge. Heyne, München, ISBN 3-453-08461-6.
- 1997: Osiris Land Heyne, München (Erstausgabe 1982 als Privatdruck), ISBN 3-453-12823-0.
- 2005: Das Cusanus-Spiel. Droemer, München, ISBN 3-426-19700-6; Taschenbuchausgabe bei Droemer Knaur, München 2008, unter dem Titel: Das Cusanus-Spiel, oder Ein abendländisches Kaleidoskop. ISBN 3-426-63958-0.
- 2013: Dschiheads. Heyne, München, ISBN 978-3-453-31491-7

Übersetzungen in fremde Sprachen:
- Französisch
  - 1981 Le dernier jour de la création (Der letzte Tag der Schöpfung)
  - 2008 Le Jeu de Cuse (Das Cusanus-Spiel) – ISBN 2-84172-416-6.
- Englisch
  - 1982 The Last Day of Creation (UK/USA) – ISBN 0-7126-0042-6 / ISBN 0-312-47061-4 (Der letzte Tag der Schöpfung)
  - 1985 The Land of Osiris (USA, in Isaac Asimov’s Science Fiction Magazine, Mar 1985) (Osiris Land)
  - 1990 Midas (UK) – ISBN 0-450-50937-0 (Midas oder Die Auferstehung des Fleisches)
  - 2014 The Cusanus Game (Das Cusanus-Spiel) – ISBN 978-0-7653-1909-8
- Polnisch
  - 1987 Ostatni dzień stworzenia (Der letzte Tag der Schöpfung)
  - 1990 Pielgrzymi czasu (Der Zeiter)
- Ungarisch
  - 1990 A Teremtés utolsó napja (Der letzte Tag der Schöpfung)
  - 1997 Ozirisz országa (Osiris Land)
  - 1999 Midas/Meamone szeme (Midas oder Die Auferstehung des Fleisches und Meamones Auge in einem Band)
  - 2008 A Cusanus-játszma (Das Cusanus-Spiel, in zwei Bänden)

### Kurzgeschichtensammlungen
- 1970: Der Zeiter, erweiterte Neuauflage 1978 – ISBN 3-926126-65-5
- 1993: Schlechte Nachrichten aus dem Vatikan – ISBN 3-453-06605-7

ausgewählte Kurzgeschichten in drei Bänden (Shayol Verlag)
1. 2006: Der Zeiter, überarbeitete und erweiterte Neufassung, mit einem Vorwort von Andreas Eschbach – ISBN 978-3-926126-65-8
2. 2008: Partner fürs Leben, Vorwort von Franz Rottensteiner, enthält Meamones Auge und bisher nicht in Buchform publizierte Erzählungen – ISBN 978-3-926126-78-8
3. 2011: Orte der Erinnerung, Vorwort von Herbert W. Franke – ISBN 978-3-926126-91-7

### Hörspiele
- 1975: Der König und der Puppenmacher
- 1984: Wir kommen auf Sie zu, Mister Smith. Regie: Alexander Malachovsky, BR, 9 Min.
- 1985: Sibyllen im Herkules, oder Instant Biester
- 1988: Jona im Feuerofen, oder Das versehrte Leben
- 1989: Cataract
- 1991: Midas, oder Die Auferstehung des Fleisches
- 1993: Der Wald schlägt zurück
- 2019: Der letzte Tag der Schöpfung, Ohrenkneifer, 147 Min.

### Kurzgeschichten
- 1959 Supernova, auch Der Riß im Berg, in Utopia Magazin, Nr. 23
- 1957 Welt ohne Horizont, in Thomas Landfinder (Hrsg.): Welt ohne Horizont
- 1957 Der Türmer, in Henry Bings (Hrsg.): Lockende Zukunft
- 1958 Zwölf Minuten und einiges mehr
- 1959 Die Anderen, in Jürgen vom Scheidt (Hrsg.): Das Monster im Park
- 1960 Sirenen an Ufern, in: Mario Kwiat (Hrsg.): Amateur Science Fiction Stories
- 1960 Unweit Toulouse, auch Tore zur Nacht
- 1961 Der König und der Puppenmacher, in Munich Round-Up, Nr. 43 (Beilage)
- 1961 Pater Ramseys Totenmessen, in Munich Round-Up, Nr. 56 (Beilage)
- 1974 I Love Bombay 1980 (Gedicht)
- 1975 Denkmodelle (Gedicht)
- 1976 Seveso (Gedicht)
- 1976 Sterne (Gedicht)
- 1976 Aufbruch (Gedicht)
- 1979 Begegnung, in Gedankenkontrolle (o. Hrsg., Das Neue Berlin, Auszug aus Unweit Toulouse)
- 1980 Nackt zum Gipfel, auch Yeti, in Playboy, Nr. 4/1980
- 1980 Anachronismen, oder Die Flöte des heiligen Veit, in: Frank Flügge (Hrsg.): Utopia. SFCD-Sonderdruck 2/1980 (Auszug aus Der letzte Tag der Schöpfung)
- 1981 Dokumente über den Zustand des Landes vor der Verheerung, in Science Fiction Story Reader 15
- 1982 Osiris Land, in Arcane (hrsg. zus. mit Helmut Wenske)
- 1983 Wir kommen auf Sie zu, Mr. Smith, in Dieter Hasselblatt (Hrsg.)
- 1984 Sybillen im Herkules oder Instant Biester
- 1985 Nekyomanteion, in Science Fiction Jubiläumsband – Das Lesebuch
- 1988 Jona im Feuerofen oder Das versehrte Leben
- 1989 Nachrichten von Lebenden und Toten
- 1988 The Mississippi Straightforward Society
- 1993 Es lebe der Wald
- 1993 Happy Birthday, dear Alice! Happy Birthday, dear Anne!
- 1993 Schlechte Nachrichten aus dem Vatikan
- 1995 Partner fuers Leben
- 1997 Die Reise einer Zeitmaschine
- 1999 Die Cusanische Acceleratio[8], in Erik Simon (Hrsg.): Alexanders langes Leben, Stalins früher Tod
- 2001 Allah akhbar – And So Smart Our NLWs
- 2004 Das Geschmeide[9], in: Andreas Eschbach (Hrsg.): Eine Trillion Euro
- 2005 Lucia
- 2010 Orte der Erinnerung

Auch auf Englisch erschienen:
- 1970 The King and the Dollmaker
- 1975 A Little More Than Twelve Minutes
- 1980 Yeti
- 1983 Haike the Heretic's Writings
- 1984 Loitering at Death's Door

### Sachbücher
- 1980 Lexikon der Science Fiction Literatur, 2 Bände. Mit Hans Joachim Alpers, Werner Fuchs und Ronald M. Hahn, Heyne Verlag, ISBN 3-453-01063-9 / ISBN 3-453-01064-7
- 1988 Lexikon der Science Fiction Literatur, erweiterte und aktualisierte Neuausgabe in einem Band. Mit Hans Joachim Alpers, Werner Fuchs und Ronald M. Hahn, Heyne Verlag, ISBN 3-453-02453-2
- 2003 Marsfieber. Mit Rainer Eisfeld, Droemer Knaur Verlag, ISBN 3-426-27288-1

## Herausgeberschaft

### Anthologien
- 1982 Arcane, ISBN 3-453-30856-5 (mit Helmut Wenske)
- 1985 Fantasy, ISBN 3-453-37005-8
- 1985 Das Auge des Phönix, ISBN 3-453-31223-6
- 1989 Frohes Fest. 13 grausige Bescherungen, ISBN 3-453-03900-9 (mit Uwe Luserke)
- 1991 Frohes Fest, ISBN 3-453-05369-9 (mit Uwe Luserke)
- 1992 Die Rückkehr der Göttin, ISBN 3-453-06236-1 (mit Henry Rider Haggard)
- 1993 Neuland, ISBN 3-453-06227-2 (mit Karl-Michael Armer)
- 1998 Star Trek Timer 1998, ISBN 3-453-13369-2 (mit Ralph Sander)
- 2000 Fernes Licht, ISBN 3-453-17117-9
- 2001 Ikarus 2001 – Best of Science Fiction, ISBN 3-453-17984-6
- 2002 Ikarus 2002 – Best of Science Fiction, ISBN 3-453-19669-4

### Nebula-Award-Preisträger
Jeschke verantwortete als Herausgeber bzw. Redakteur einen Teil der deutschen Übersetzungen der Sammelbände an SF-Stories, die den Nebula Award erhalten hatten.
| US-Erscheinungs- datum | US-Titel                                                     | Deutsche Äquivalenz- veröffentlichungen |
| ---------------------- | ------------------------------------------------------------ | --- |
| 1966                   | Nebula Award Stories 1965 (auch als: Nebula Award Stories 1) | Teil 1: - Computer streiten nicht (Lichtenberg 1970, Heyne 1973) Teil 2: - Der Gigant (Lichtenberg 1971) - Panne in der Hölle (Heyne 1973; leicht gekürzt) |
| 1967                   | Nebula Award Stories Two                                     | Der Tag Milion (Lichtenberg 1971, Heyne 1974) |
| 1968                   | Nebula Award Stories 3                                       | Eispiloten (Lichtenberg 1971) |

Der vierte US-Band der Reihe hatte keine direkte Entsprechung, allerdings erschien 1972 eine eigene deutsche Auswahl aus dem zweiten und vierten Band unter dem Titel Steigen Sie um auf Science Fiction im Kindler Verlag, bei dem Jeschke bis zu seinem 1972 erfolgenden Wechsel zu Heyne wirkte. Die Bände 5–10 der US-Reihe erschienen erst Anfang der 1980er Jahre ohne Beteiligung Jeschkes auf Deutsch im Rahmen der Reihe Playboy Science Fiction im Moewig Verlag.

### Internationale Science Fiction Stories
- 1971 Planetoidenfänger, ISBN 3-7852-2006-5
- 1971 Die sechs Finger der Zeit, ISBN 3-453-30354-7
- 1977 Die große Uhr, ISBN 3-453-30434-9
- 1978 Im Grenzland der Sonne, ISBN 3-453-30498-5
- 1979 Spinnenmusik, ISBN 3-453-30559-0
- 1979 Der Tod des Dr. Island, ISBN 3-453-30593-0
- 1980 Eine Lokomotive für den Zaren. ISBN 3-453-30629-5
- 1980 Aufbruch in die Galaxis, ISBN 3-88010-074-8
- 1981 Feinde des Systems, ISBN 3-453-30707-0
- 1985 Science Fiction Jubiläumsband, ISBN 3-453-31113-2
- 1985 Die Gebeine des Bertrand Russell, ISBN 3-453-31000-4
- 1985 Venice 2, ISBN 3-453-31174-4
- 1986 Das digitale Dachau, ISBN 3-453-31116-7
- 1986 Das Gewand der Nessa, ISBN 3-453-31057-8
- 1986 Entropie. ISBN 3-453-31236-8
- 1986 Langsame Apokalypse, ISBN 3-453-31319-4
- 1987 Schöne nackte Welt, ISBN 3-453-31375-5
- 1987 L wie Liquidator, ISBN 3-453-00419-1
- 1988 Wassermans Roboter, ISBN 3-453-02768-X
- 1988 Second Hand Planet, ISBN 3-453-00995-9
- 1989 Papa Godzilla, ISBN 3-453-03152-0
- 1989 An der Grenze, ISBN 3-453-03475-9
- 1990 Johann Sebastian Bach Memorial Barbecue, ISBN 3-453-04279-4
- 1990 Mondaugen, ISBN 3-453-03914-9
- 1991 Das Blei der Zeit, ISBN 3-453-04996-9
- 1991 Die wahre Lehre, nach Micky Maus, ISBN 3-453-04487-8
- 1992 Der Fensterjesus, ISBN 3-453-05396-6
- 1993 Die Zeitbraut, ISBN 3-453-06210-8
- 1994 Lenins Zahn und Stalins Tränen, ISBN 3-453-06627-8
- 1995 Partner fürs Leben, ISBN 3-453-08573-6
- 1996 Die Verwandlung, ISBN 3-453-10935-X
- 1996 Riffprimaten. ISBN 3-453-09454-9
- 1997 Die säumige Zeitmaschine. ISBN 3-453-11905-3
- 1998 Die letzten Bastionen, ISBN 3-453-12659-9
- 1998 Die Vergangenheit der Zukunft, ISBN 3-453-13337-4
- 1999 Winterfliegen, ISBN 3-453-13985-2
- 1999 Das Proust-Syndrom, ISBN 3-453-14886-X
- 2000 Das Jahr der Maus, ISBN 3-453-15651-X
- 2002 Das Wägen von Luft, ISBN 3-453-16177-7
- 2002 Reptilienliebe, ISBN 3-453-17113-6
- 2002 Auf der Straße nach Oodnadatta, ISBN 3-453-18780-6

### Titan – Klassische Science-Fiction-Erzählungen
| Titel       | Datum     | Anmerkungen |
| ----------- | --------- | --- |
| Titan 1–5   | 1976–1977 | Bei den Bänden 1–5 handelte es sich um eine deutsche Übersetzung der von 1953 bis 1959 von Frederik Pohl in den USA herausgegebenen Anthologie Star Science Fiction mit damals aktuellen SF-Stories. - 1976 Titan-1, ISBN 3-453-30357-1 – mit Frederik Pohl - 1976 Titan-2, ISBN 3-453-30397-0 – mit Frederik Pohl - 1976 Titan-3, ISBN 3-453-30386-5 – mit Frederik Pohl - 1977 Titan-4, ISBN 3-453-30426-8 – mit Frederik Pohl - 1977 Titan-5, ISBN 3-453-30440-3 – mit Frederik Pohl |
| Titan 6–16  | 1977–1981 | Bei den Bänden 6–16 handelte es sich um eine Übersetzung der im US-Original zweibändigen, 1970 und 1973 erschienenen The Science Fiction Hall of Fame. Das Konzept der US-amerikanischen Bände bestand darin, klassische SF-Stories zu versammeln, die extra für diese Veröffentlichung von offiziellen Mitgliedern der Science Fiction Writers of America (SFWA) per Abstimmung als die besten, vor 1965 erschienenen SF-Werke bestimmt worden waren. Das Jahr 1965 war hierbei bewusst gewählt, da erst ab diesem Jahr der Nebula Award als erster seriöser SF-Preis für aktuelle Werke vergeben wurde. - Die von Robert Silverberg herausgegebenen Bände der deutschen Reihe entsprachen dem 1970 herausgegebenen ersten US-Band, der sich den besten SF-Kurzgeschichten widmete, die zwischen 1929 und 1964 erschienen waren. - Die von Ben Bova herausgegebenen Bände der deutschen Reihe entsprachen dem 1973 herausgegebenen zweiten US-Band, der sich den besten SF-Novellen und -Kurzromanen widmete, die zwischen 1895 und 1962 erschienen waren. - 1977 Titan-6, ISBN 3-453-30452-7 – mit Robert Silverberg - 1978 Titan-7, ISBN 3-453-30474-8 – mit Robert Silverberg - 1978 Titan-8, ISBN 3-453-30504-3 – mit Ben Bova - 1978 Titan-9, ISBN 3-453-30522-1 – mit Robert Silverberg - 1979 Titan-10, ISBN 3-453-30545-0 – mit Ben Bova - 1979 Titan-11, ISBN 3-453-30564-7 – mit Ben Bova - 1979 Titan-12, ISBN 3-453-30586-8 – mit Ben Bova - 1980 Titan-13, ISBN 3-453-30611-2 – mit Ben Bova - 1980 Titan-14, ISBN 3-453-30637-6 – mit Ben Bova - 1980 Titan-15, ISBN 3-453-30688-0 – mit Robert Silverberg - 1981 Titan-16, ISBN 3-453-30729-1 – mit Ben Bova |
| Titan-17    | 1981      | Beim Band 17 handelte es sich um eine eigene Zusammenstellung von Jeschke und Ronald M. Hahn an Stories, die 1926–29 in Amazing Stories erschienen waren, dem ersten US-amerikanischen Magazin, das ausschließlich der SF gewidmet war. (Eine der hier enthaltenen Stories, Der verrückte Planet von Murray Leinster, war allerdings vor der Veröffentlichung in Amazing bereits zuvor schon 1920 im Pulpmagazin Argosy erschienen, das sich allgemein auf Abenteuergeschichten spezialisiert hatte.) Der Untertitel dieses Bandes lautete "Die berühmtesten SF-Erzählungen der 20er Jahre". - 1981 Titan-17, ISBN 3-453-30776-3 – mit Ronald M. Hahn |
| Titan 18–21 | 1982–1983 | Bei den Bänden 18–21 handelte es sich um eine deutsche Übersetzung der Reihe Galactic Empires (hrsg. Brian W. Aldiss). - 1982 Titan-18, ISBN 3-453-30846-8 – mit Brian W. Aldiss - 1983 Titan-19, ISBN 3-453-30879-4 – mit Brian W. Aldiss - 1983 Titan-20, ISBN 3-453-30926-X – mit Brian W. Aldiss - 1983 Titan-21, ISBN 3-453-30977-4 – mit Brian W. Aldiss |
| Titan 22–23 | 1984–1985 | Bei den Bänden 22–23 handelte es sich um die deutsche Übersetzung von Evil Earths (hrsg. von Aldiss). - 1984 Titan-22, ISBN 3-453-31078-0 – mit Brian W. Aldiss - 1985 Titan-23, ISBN 3-453-31133-7 – mit Brian W. Aldiss |

### Die schönsten Zeitreisegeschichten
- 1985 Band 1: Zielzeit, ISBN 3-453-31093-4 (mit Karl Michael Armer)
- 1984 Band 2: Die Fußangeln der Zeit ISBN 3-453-31019-5 (mit Karl Michael Armer)
  - Neuveröffentlichung beider Bände in einem Band: Die Gehäuse der Zeit, 1994, ISBN 3-453-07268-5

### Weitere Reihen
- 1980 Heyne Science Fiction Jahresband 1980, ISBN 3-453-30633-3
- 1981 Heyne Science Fiction Jahresband 1981, ISBN 3-453-30692-9
- 1982 Heyne Science Fiction Jahresband 1982, ISBN 3-453-30756-9
- 1983 Heyne Science Fiction Jahresband 1983, ISBN 3-453-30894-8
- 1984 Heyne Science Fiction Jahresband 1984, ISBN 3-453-31007-1
- 1985 Heyne Science Fiction Jahresband 1985, ISBN 3-453-31160-4
- 1986 Heyne Science Fiction Jahresband 1986, ISBN 3-453-31241-4
- 1987 Heyne Jahresband Science Fiction 1987, ISBN 3-453-31380-1
- 1988 Heyne Jahresband Science Fiction 1988, ISBN 3-453-01007-8
- 1989 Heyne Jahresband Science Fiction 1989, ISBN 3-453-03148-2
- 1990 Heyne Science Fiction Jahresband 1990, ISBN 3-453-03923-8
- 1991 Heyne Science Fiction Jahresband 1991, ISBN 3-453-04477-0
- 1992 Heyne Science Fiction Jahresband 1992, ISBN 3-453-05385-0
- 1993 Heyne Science Fiction Jahresband 1993, ISBN 3-453-06214-0
- 1994 Heyne Science Fiction Jahresband 1994, ISBN 3-453-07264-2
- 1995 Heyne Science Fiction Jahresband 1995, ISBN 3-453-07979-5
- 1996 Heyne Science Fiction Jahresband 1996, ISBN 3-453-09459-X
- 1997 Heyne Science Fiction Jahresband 1997, ISBN 3-453-11910-X
- 1998 Heyne Science Fiction Jahresband 1998, ISBN 3-453-13330-7
- 1999 Heyne Science Fiction Jahresband 1999, ISBN 3-453-14899-1
- 2000 Heyne Science Fiction Jahresband 2000, ISBN 3-453-16188-2

- 1981 Heyne Science Fiction Magazin 1, ISBN 3-453-30777-1
- 1982 Heyne Science Fiction Magazin 2, ISBN 3-453-30755-0
- 1982 Heyne Science Fiction Magazin 3, ISBN 3-453-30811-5
- 1982 Heyne Science Fiction Magazin 4, ISBN 3-453-30832-8
- 1983 Heyne Science Fiction Magazin 5, ISBN 3-453-30860-3
- 1983 Heyne Science Fiction Magazin 6, ISBN 3-453-30885-9
- 1983 Heyne Science Fiction Magazin 7, ISBN 3-453-30924-3
- 1983 Heyne Science Fiction Magazin 8, ISBN 3-453-30958-8
- 1984 Heyne Science Fiction Magazin 9, ISBN 3-453-30994-4
- 1984 Heyne Science Fiction Magazin 10, ISBN 3-453-31048-9
- 1984 Heyne Science Fiction Magazin 11, ISBN 3-453-31088-8
- 1985 Heyne Science Fiction Magazin 12, ISBN 3-453-31125-6

- 1986 Das Science-Fiction Jahr 1986, ISBN 3-453-31233-3
- 1987 Das Science Fiction Jahr 1987, ISBN 3-453-31365-8
- 1988 Das Science Fiction Jahr 1988, ISBN 3-453-00983-5
- 1989 Das Science Fiction Jahr 1989, ISBN 3-453-03139-3
- 1990 Das Science Fiction Jahr 1990, ISBN 3-453-03905-X
- 1991 Das Science Fiction Jahr 1991, ISBN 3-453-04471-1
- 1992 Das Science Fiction Jahr 1992, ISBN 3-453-05379-6
- 1993 Das Science Fiction Jahr 1993, ISBN 3-453-06202-7
- 1994 Das Science Fiction Jahr 1994, ISBN 3-453-07245-6
- 1995 Das Science Fiction Jahr 1995, ISBN 3-453-07967-1
- 1996 Das Science Fiction Jahr 1996, ISBN 3-453-09445-X
- 1997 Das Science Fiction Jahr 1997, ISBN 3-453-11896-0
- 1998 Das Science Fiction Jahr 1998, ISBN 3-453-13313-7
- 1999 Das Science Fiction Jahr 1999, ISBN 3-453-14984-X
- 2000 Das Science Fiction Jahr 2000, ISBN 3-453-16183-1
- 2001 Das Science Fiction Jahr 2001, ISBN 3-453-17944-7
- 2002 Das Science Fiction Jahr 2002, ISBN 3-453-19674-0

ab hier in Zusammenarbeit mit Sascha Mamczak
- 2003 Das Science Fiction Jahr 2003, ISBN 3-453-87049-2
- 2004 Das Science Fiction Jahr 2004, ISBN 3-453-87896-5
- 2005 Das Science Fiction Jahr 2005, ISBN 3-453-52068-8
- 2006 Das Science Fiction Jahr 2006, ISBN 3-453-52183-8
- 2007 Das Science Fiction Jahr 2007, ISBN 3-453-52261-3
- 2008 Das Science Fiction Jahr 2008, ISBN 3-453-52436-5
- 2009 Das Science Fiction Jahr 2009, ISBN 3-453-52554-X

ab hier auch als elektronische Ressource
- 2010 Das Science Fiction Jahr 2010, ISBN 3-453-52681-3
- 2011 Das Science Fiction Jahr 2011, ISBN 978-3-453-53379-0

ab hier in Zusammenarbeit zusätzlich mit Sebastian Pirling
- 2012 Das Science Fiction Jahr 2012, ISBN 978-3-453-52972-4
- 2013 Das Science Fiction Jahr 2013, ISBN 978-3-453-53444-5
- 2014 Das Science Fiction Jahr 2014, ISBN 978-3-453-31580-8

- 1974 Science Fiction Story Reader 1, ISBN 3-453-30251-6
- 1975 Science Fiction Story Reader 3, ISBN 3-453-30311-3
- 1976 Science Fiction Story Reader 5, ISBN 3-453-30355-5
- 1977 Science Fiction Story Reader 7, ISBN 3-453-30389-X
- 1978 Science Fiction Story Reader 9, ISBN 3-453-30469-1
- 1979 Science Fiction Story Reader 11, ISBN 3-453-30538-8
- 1980 Science Fiction Story Reader 13, ISBN 3-453-30605-8
- 1980 Science Fiction Story Reader 14, ISBN 3-453-30640-6
- 1981 Science Fiction Story Reader 15, ISBN 3-453-30681-3
- 1981 Science Fiction Story Reader 16, ISBN 3-453-30720-8
- 1982 Science Fiction Story Reader 17, ISBN 3-453-30746-1
- 1982 Science Fiction Story Reader 18, ISBN 3-453-30820-4
- 1983 Science Fiction Story Reader 19, ISBN 3-453-30872-7
- 1983 Science Fiction Story Reader 20, ISBN 3-453-30931-6
- 1984 Science Fiction Story Reader 21, ISBN 3-453-30983-9

## Fernsehauftritte (Auswahl)
- 1999/2000 Science-Fiction und Theologie, 160 min, vierteilig, BR.
- 2001 Perry Rhodan – Eine literarische Fiktion zukünftiger Raumfahrt, 30 min, BR-Alpha.
- 2001 Science-Fiction-Literatur – Spiegel moderner Mythen und Weltbilder (1): …phantastisch?, 30 min, BR-Alpha.
- 2001 Science-Fiction-Literatur – Spiegel moderner Mythen und Weltbilder (2): …irdisch?, 30 min, BR-Alpha.
- 2001  Science-Fiction-Literatur – Spiegel moderner Mythen und Weltbilder (3): …extraterrestrisch?, 30 min, BR-Alpha.
- 2001 Science-Fiction-Literatur – Spiegel moderner Mythen und Weltbilder (4): …neomythisch?, 30 min, BR-Alpha.
- 2002 Mene, mene tekel upharsin – Der mahnende Zeigefinger der Science-Fiction-Literatur, 15 min, BR-Alpha.
- 2006 Der dunkle Rest – Bauplan für ein Universum, 30 min, BR-Alpha.
- 2006 Rechengenie im Würfel – Bundeshöchstleistungsrechner SGI Altix 4700, 30 min, BR-Alpha.
- 2008 Extraterrestrische Physik – Forschen im unsichtbaren Licht, 30 min, BR-Alpha.

## Auszeichnungen
Wolfgang Jeschke erhielt den Kurd-Laßwitz-Preis für:
- Lexikon der Science Fiction Literatur. Sonderpreis 1980 mit Hans Joachim Alpers, Werner Fuchs und Ronald M. Hahn
- Der letzte Tag der Schöpfung. bester Roman 1981
- Midas oder Die Auferstehung des Fleisches. bester Roman 1989
- Dokumente über den Zustand des Landes vor der Verheerung. beste Erzählung 1981
- Osiris Land. beste Erzählung 1982
- Nekyomanteion. beste Erzählung 1984
- Schlechte Nachrichten aus dem Vatikan. beste Erzählung 1993
- Partner fürs Leben. beste Kurzgeschichte 1996
- Jona im Feuerofen. bestes Hörspiel 1988
- als Förderer der deutschen SF und Herausgeber des Heyne Science Fiction Magazins. Sonderpreis 1981
- Das Science Fiction Jahr. Sonderpreis 1987
- die Förderung der SF-Kurzgeschichte und seine Herausgeberschaft des Jahrbuchs Das Science Fiction Jahr. Sonderpreis 1996
- Die Cusanische Acceleratio. beste Kurzgeschichte 1999
- sein Lebenswerk und seine Verdienste um die SF in Deutschland. Sonderpreis 2001 als Autor, Herausgeber und Förderer der Science Fiction
- Allah akbar And So Smart Our NLWs. beste Kurzgeschichte 2001
- Das Geschmeide. beste Kurzgeschichte 2004
- Das Cusanus-Spiel. bester Roman 2006
- Dschiheads. bester Roman 2014

Den Deutschen Science-Fiction-Preis erhielt er für:
- Nekyomanteion. beste Kurzgeschichte 1986
- Schlechte Nachrichten aus dem Vatikan. beste Kurzgeschichte 1993
- Das Cusanus-Spiel. bester Roman 2006
- Orte der Erinnerung. beste Kurzgeschichte 2011
- Dschiheads. bester Roman 2014

## Kritik
„Was sich in der Inhaltsangabe wie ein gradliniger und spannungsgeladener Thriller ohne Haken und Ösen ausmacht, erweist sich in der literarischen Form als ein subtiler, nicht auf vordergründige Effekte setzender Roman mit einem humanistischen Anliegen. Wie Menschen benützt werden, wie Menschen mit Menschen umgehen, ist das eigentliche Thema. Die Frage, was eigentlich den 'echten' Menschen ausmacht, wirft Jeschke in der genialen Schlüsselszene auf …“

„Romantisch in ihrer Mischung aus Exotik, Zivilisationsskepsis und melancholischer, gleichwohl trostverheißender Symbolik ist schließlich auch die Grundstimmung des Buches. Wolfgang Jeschke ist einer der wenigen zeitgenössischen deutschen Autoren, die den SF-spezifischen Sense of wonder zu evozieren vermögen, durchaus auch mit jener Spur Eskapismus, der doch wie mit Gummischnüren an der Wirklichkeit haftet. Ganz ähnlich wirkte seinerzeit sein – narrativ freilich anders strukturiertes und wohl auch optimistischeres – Osiris Land, desgleichen finden sich in Der letzte Tag der Schöpfung… solche visionären Entwürfe und Szenen.“